# Plattenthal
Plattenthal ist eine Ansiedlung im sächsischen Erzgebirgskreis. Der obere Teil des Ortes gehört zur Gemeinde Mildenau, der untere Teil zur Gemeinde Thermalbad Wiesenbad.

## Geographie

### Geographische Lage
Plattenthal liegt im Tal des Pöhlbachs nordöstlich von Annaberg-Buchholz im Erzgebirge.

### Nachbargemeinden
|          | Wiesenbad                                   | Streckewalde |
|          | Kompassrose, die auf Nachbargemeinden zeigt |              |
| Annaberg | Geyersdorf                                  | Mildenau     |

## Geschichte

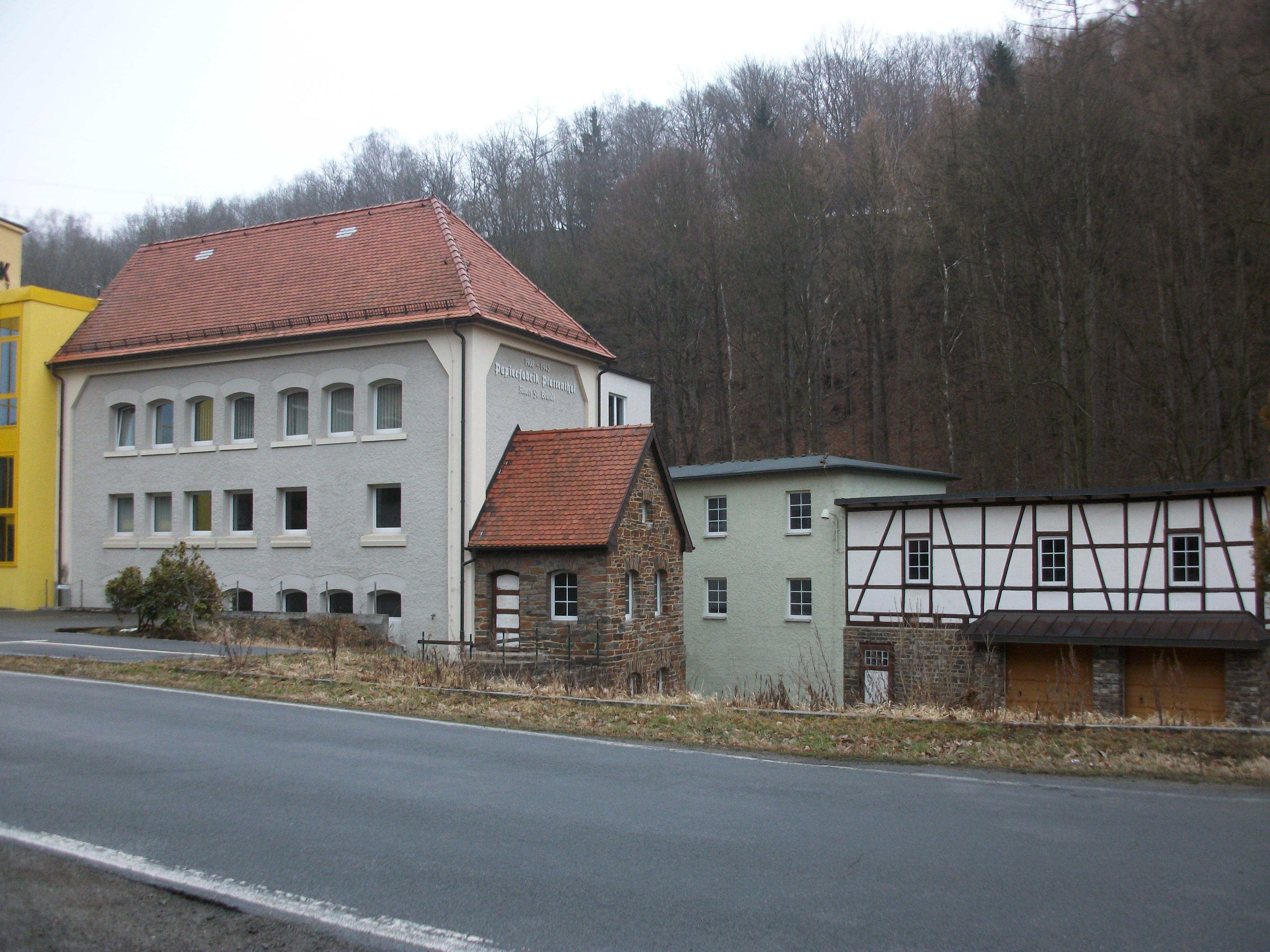
Papierfabrik Plattenthal (2016), untere Fabrik

Die Besiedlung der Gegend um Plattenthal im Amt Wolkenstein setzte im 15./16. Jahrhundert ein, als man an den Ufern des Pöhlbachs Zinn fand. In der Folge entstanden Zinnseiffnereien, z. B. am „großen Riss“ zwischen Plattenthal und Wiesenbad bzw. am „Kannelloch“ zwischen Plattenthal und Mildenau. Im heutigen Plattenthal entstand um 1500 ein „Seiffwerk“ mit Berggebäuden und Lagerplätzen, welches bis ca. 1590 in Betrieb war. Danach fand der Zinnbergbau untertage statt. Das Kannelloch-Vorwerk wurde erstmals 1542 urkundlich erwähnt.
Nach dem Dreißigjährigen Krieg entstanden am linken Pöhlbachufer auf Wiesaer Flur einige kleinere Gruben am Plattenwald. Rechts des Pöhlbachs entwickelten sich nach 1686 neun Fundgruben auf Mildenauer Gebiet. 1687 wurde an stelle des Seiffwerks eine Erzwäsche und ein fünfstempeliges Pochwerk errichtet. Die Zechen unterstanden bis 1837 dem Bergamt in Annaberg. 1816 fand am Kannelloch der letzte Bergbau statt. Im Jahre 1902 wurde das Pochwerk abgerissen.
Plattenthal in den Fluren von Mildenau und Wiesa lag bis 1856 im kursächsischen bzw. königlich-sächsischen Amt Wolkenstein. Ab 1856 gehörte der Ort zum Gerichtsamt Annaberg und ab 1875 zur Amtshauptmannschaft Annaberg.
Plattenthal ist in neuerer Zeit eher durch die ehemals durch den Ort führende Plattenthalbahn bekannt. Seit 1896 bemühten sich die Orte Geyersdorf, Königswalde und Mildenau um den Anschluss an das sächsische Eisenbahnnetz. Ab 1914 hatte die im Jahre 1900 gegründete Papierfabrik in Plattenthal mit einem Industriegleis Anschluss an die Zschopautalbahn bei Wiesenbad. 1923 wurde die Bahn bis zum Bahnhof Geyersdorf-Mildenau verlängert und 1928 bis Königswalde unt. Bf. weitergebaut. Ab 1938 wurden auf der Strecke auch Personen befördert. Ab 1951 erfolgte schrittweise die Stilllegung der Strecke. 1951 fuhr die Bahn nur noch bis Geyersdorf-Mildenau, 1971 nur noch bis Plattenthal. Die Strecke von Wiesenbad bis Plattenthal wurde zu einem Streckenrangiergleis herabgestuft und 1995 komplett stillgelegt.
Durch die zweite Kreisreform in der DDR kam Plattenthal als Teil der Gemeinden Mildenau bzw. Wiesa (ab 1956 zu Thermalbad Wiesenbad) im Jahr 1952 zum Kreis Annaberg im Bezirk Chemnitz (1953 in Bezirk Karl-Marx-Stadt umbenannt), der ab 1990 als sächsischer Landkreis Annaberg fortgeführt wurde und 2008 im Erzgebirgskreis aufging.

## Industrie
In und um Plattenthal gab es einige Industriebetriebe. Die Firma Brandt & Süreth besaß zwei Fabriken in Pöhlbachtal. Die untere Fabrik in Plattenthal war später unter den Namen „Fa. Albert Brandt unt. Fabrik“ und „VEB Spezialpapierfabrik Niederschlag“ bekannt. Die obere Fabrik befand sich zwischen Plattenthal und Geyersdorf und war später unter den Namen „Fa. Albert Brandt ob. Fabrik“ bekannt. Heute ist sie das Domizil der „Platina Dämmbaustoffe Brandt GmbH“. Ab 1950 wurden in dieser Fabrik die in der DDR bekannten Sauerkrautplatten hergestellt. Beide Fabriken erhielten wie auch die Ziegelei Wiesenbad ein Anschluss an die Plattenthalbahn.

## Verkehr

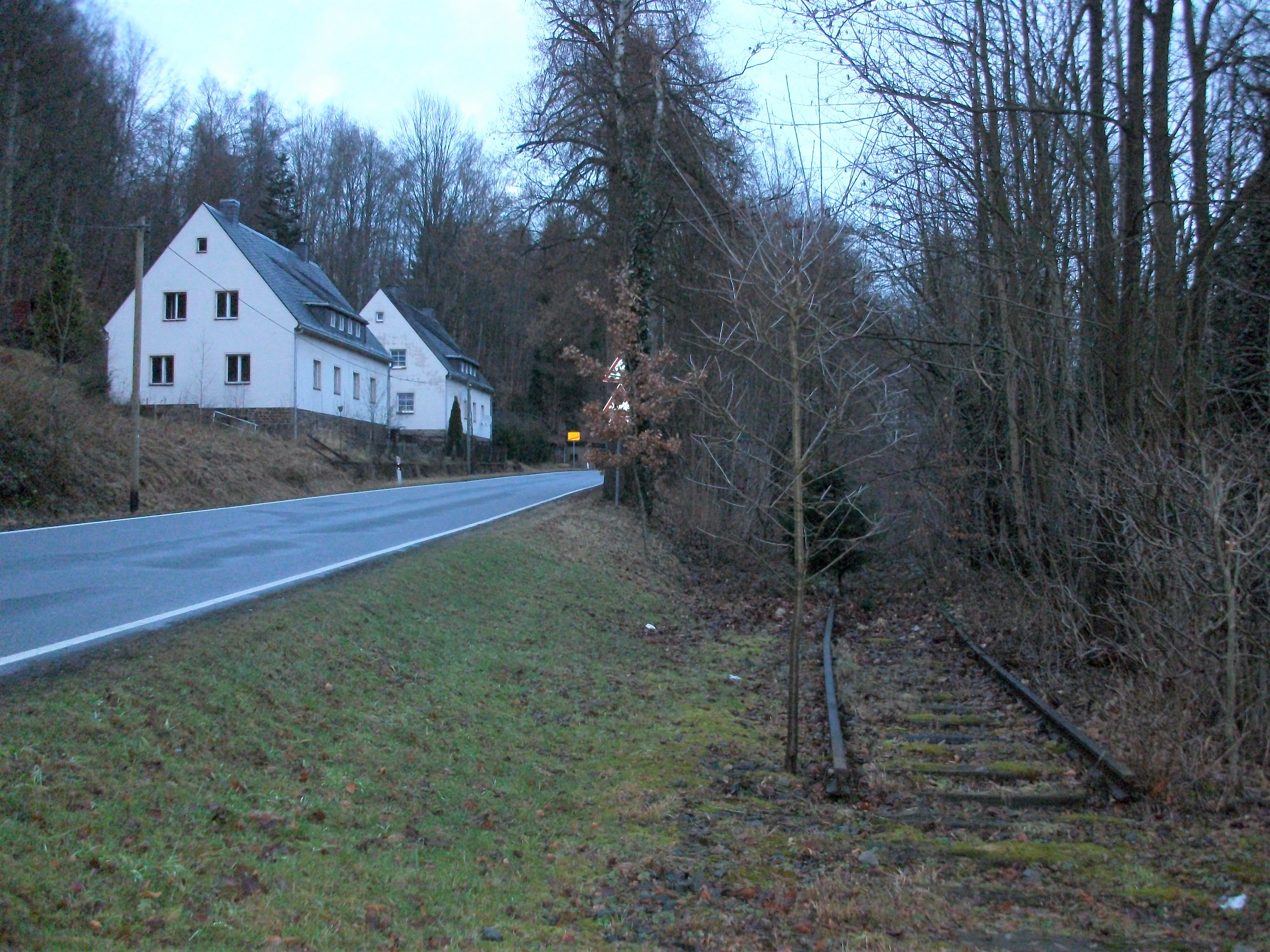
Plattenthal, Gleisreste (2016)

Durch Plattenthal verläuft die Staatsstraße 262, welche unterhalb des Ortes bei Wiesenbad auf die B 101 trifft. Von 1914 bis 1995 hatte Plattenthal über die Plattenthalbahn Anschluss an die Zschopautalbahn. Zwischen 1938 und 1945 fand auf der Strecke auch Personenverkehr statt.